# Léon Brémont
Pour les articles homonymes, voir Brémont.
Léon Brémont, né Léon Marie Joseph Bachimont à Paris le 6 janvier 1852 et mort à Étretat en septembre 1939, est un comédien et écrivain français.

## Biographie
Brémont a été un des principaux partenaires au théâtre de Sarah Bernhardt à la fin du XIXe siècle. Il a été professeur de l'École Normale Supérieure de Sèvres pendant 20 ans et vice-président de l'association de secours mutuels des artistes dramatiques.
En 1877, il épouse à Paris Jeanne Marguerite Cizos, également artiste dramatique et fille de Victor Chéri.

## Distinctions
- Officier de l'Instruction publique
- Chevalier de la Légion d'honneur (6 janvier 1928)[3]

## Œuvres
- Le Théâtre et la Poésie: Question d'interprétation, essai, Bibliothèque de la "Revue dramatique et musicale", 1894.
- L'Art de dire les vers, essai, Paris, Charpentier et Fasquelle, 1903.
- L'Art de dire et le théâtre, essai, Paris, C. Delagrave, 1908.
- L'Adaptation musicale, son interprétation, son répertoire, essai, H. Lemoine, 1911.

## Théâtre
- 1882 : Amhra de Grangeneuve, Théâtre de l'Odéon
- 1883 : Severo Torelli de François Coppée, mise en scène Paul Mounet, Théâtre de l'Odéon
- 1884 : Rip d'après Henry Brougham Farnie, adaptation Henri Meilhac, Théâtre des Folies-Dramatiques
- 1885 : En grève de Gaston Hirsch, mise en scène Paul Mounet, Théâtre de l'Ambigu-Comique
- 1893 : Une page d'amour de Charles Samson, d'après Émile Zola, Théâtre de l'Odéon
- 1896 : La Meute d'Abel Hermant, Théâtre de la Renaissance
- 1896 : La Dame aux camélias d'Alexandre Dumas fils, Théâtre de la Renaissance
- 1896 : Lorenzaccio d'Alfred de Musset, adaptation Armand d'Artois, Théâtre de la Renaissance
- 1897 : Spiritisme de Victorien Sardou, Théâtre de la Renaissance
- 1897 : La Samaritaine d'Edmond Rostand, Théâtre de la Renaissance
- 1899 : Athalie de Jean Racine, Théâtre des Célestins
- 1899 : Dalila d'Octave Feuillet, Théâtre Sarah-Bernhardt
- 1899 : La Tragique Histoire d'Hamlet, prince de Danemark d'après William Shakespeare, adaptation Eugène Morand et Marcel Schwob, Théâtre Sarah-Bernhardt
- 1901 : La Pompadour d'Émile Bergerat, Théâtre de la Porte-Saint-Martin
- 1902 : Nini l'assommeur de Maurice Bernhardt, Théâtre de la Porte-Saint-Martin
- 1902 : La Femme de Claude d'Alexandre Dumas fils, Théâtre Sarah-Bernhardt

## Galerie d'images

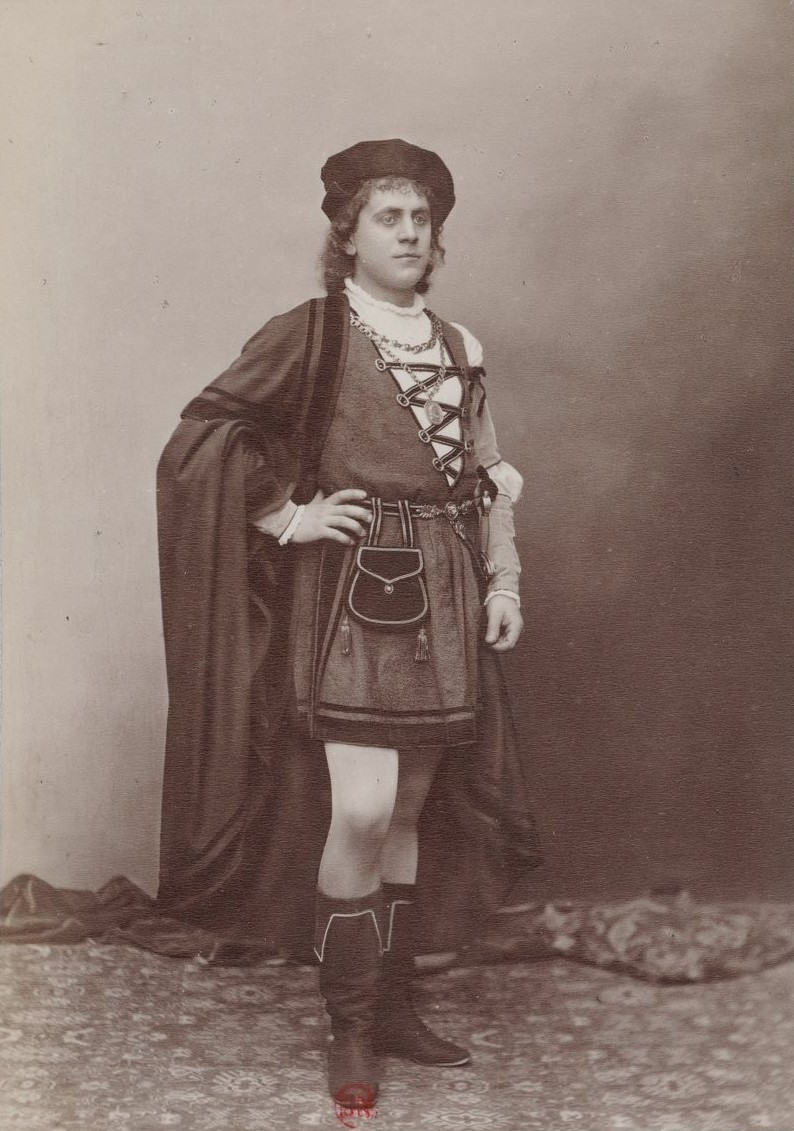
Dans le rôle de Severo Torelli, photographie Ateliers Nadar, 1883.
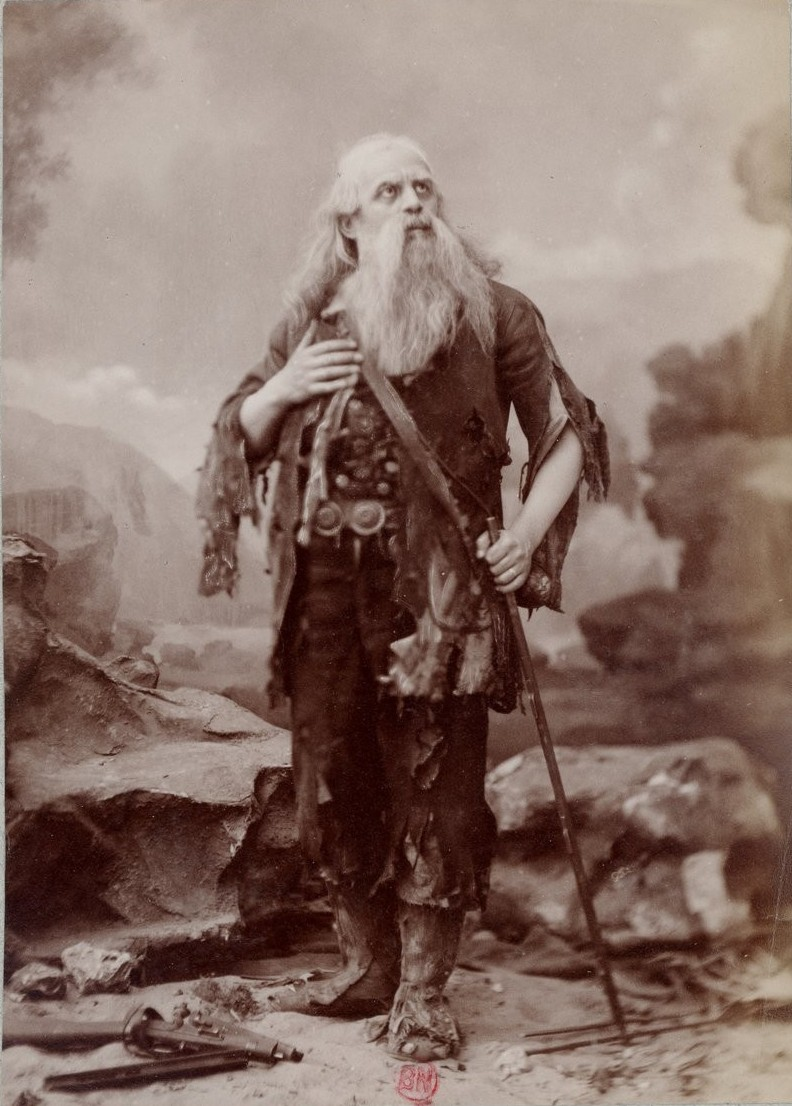
Dans le rôle de Rip, photographie Ateliers Nadar, 1884.
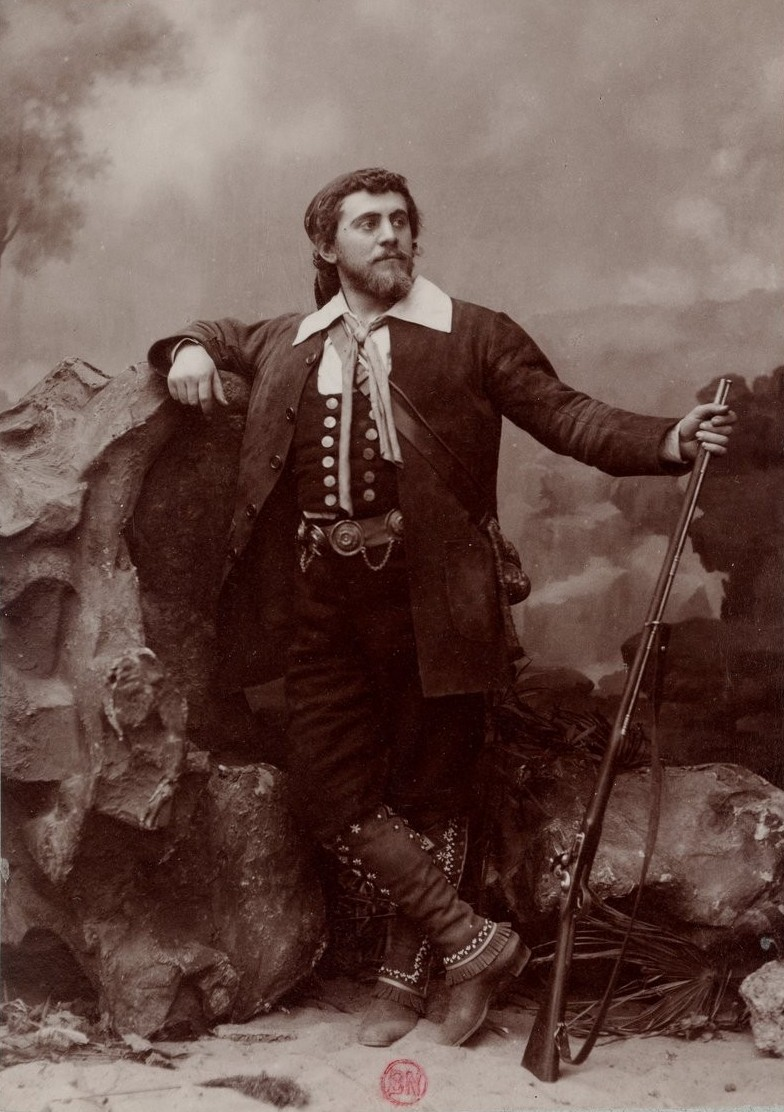
Dans un autre rôle en 1900, photographie Ateliers Nadar, 1900.